# Jens Lüning
Jens Lüning, né le 11 février 1938 à Dortmund (Allemagne), est un archéologue préhistorien allemand.

## Biographie
Lüning a étudié dès 1958 la préhistoire, l'archéologie gréco-romaine et l'histoire ancienne aux universités de Marbourg, d'Heidelberg, de Fribourg et de Hambourg,  Il soutient sa thèse, consacrée à la Culture de Michelsberg en 1966, à l'université de Heidelberg. Cette même année, il est recruté comme assistant à l'Institut de la Préhistoire de l'université de Cologne. Après son habilitation, cet établissement le recrute comme privat-docent, puis comme Professeur. En 1982, il obtient la chaire d'archéologie et de préhistoire de l'université de Francfort, où il est consacré professeur-émérite en 2003.
Lüning s'est consacré au Néolithique, et plus particulièrement à la Culture rubanée. Il est connu pour sa campagne de fouilles du plateau d'Aldenhoven (arrondissement de Düren) dans le Bassin minier rhénan, menée en 1968 avec Rudolph Kuper. Il s'est tourné vers les origines de la Culture rubanée à l'occasion d'un projet international : « Fouilles sur les débuts du Néolithique en Europe Centrale » (Ausgrabungen zum Beginn des Neolithikums in Mitteleuropa), qui a été menée entre 1979 et 1985 à la fois en Hongrie et dans la vallée du Rhin. Les travaux menés à Schwanfeld (Main franconien) ont permis de mettre au jour un village néolithique qui est à ce jour le plus ancien habitat collectif retrouvé ; sur la base de ces découvertes, Lüning a fondé en 2010 le Musée archéologique de Schwanfeld.
Il a été en 1969 cofondateur et président, aux côtés de Bernhard Hänsel, de l'Association allemande de la Préhistoire et, la même année, fondateur du groupe de recherche sur le Néolithique avec Walter Meier-Arendt. Il a participé à la fondation de la revue Archäologisches Korrespondenzblatt en 1971, et a coordonné la section Néolithique de ce journal entre 1971 et 2001.
Sa nomination à Francfort, en 1983, s'est faite dans le cadre de la création d'un département d'archéobotanique au sein du Séminaire de préhistoire et d'histoire ancienne, placé sous la direction d'Arie Joop Kalis. Le séminaire était particulièrement destiné à cette interdisciplinarité puisqu’il avait déjà fédéré les quatre départements d'archéologie et les départements de sciences naturelles de l'université Goethe au sein d'un collège d'« archéologie analytique » (1997–2006).

## Publications
- « Die Michelsberger Kultur. Ihre Funde in zeitlicher und räumlicher Gliederung », in: Bericht der Römisch-Germanischen Kommission, vol. 48, Berlin : De Gruyter, 1967 (1968), p. 1–350.
- (en coll. avec Hartwig Zürn) Die Schussenrieder Siedlung im „Schlösslesfeld“, Markung Ludwigsburg (= Forschungen und Berichte zur Vor- und Frühgeschichte in Baden-Württemberg. Bd. 8). Müller & Gräff, Stuttgart 1977,  (ISBN 3-875-32-0662).
- (en coll. avec Ulrich Boelicke, Detlef von Brandt, Petar Stehli, Andreas Zimmermann: Der bandkeramische Siedlungsplatz Langweiler 8, Gemeinde Aldenhoven, Kreis Düren (= Rheinische Ausgrabungen. Bd. 28). Habelt, Bonn 1988,  (ISBN 3-7927-0987-2).
- (en coll. avec Petar Stehli, éd.) Die Bandkeramik im Merzbachtal auf der Aldenhovener Platte (= Rheinische Ausgrabungen. Vol. 36). Habelt, Bonn 1994,  (ISBN 978-3-7927-1265-8).
- Steinzeitliche Bauern in Deutschland. Die Landwirtschaft im Neolithikum. In: Universitätsforschungen zur Prähistorischen Archäologie Bd. 58. Habelt, Bonn 2000,  (ISBN 3-7749-2953-X).
  - (en coll. avec Eva Lenneis) Die altbandkeramischen Siedlungen von Neckenmarkt und Strögen (= Universitätsforschungen zur Prähistorischen Archäologie. Bd. 82). Habelt, Bonn 2001,  (ISBN 3-7749-3091-0).
- en tant qu'éditeur : 
  - Ein Siedlungsplatz der Ältesten Bandkeramik in Bruchenbrücken, Stadt Friedberg/Hessen (= Universitätsforschungen zur Prähistorischen Archäologie. vol. 39). Habelt, Bonn 1997,  (ISBN 3-7749-2735-9).
  - Die Bandkeramiker. Erste Steinzeitbauern in Deutschland. Bilder einer Ausstellung beim Hessentag in Heppenheim/Bergstraße im Juni 2004. Leidorf, Rahden/Westfalen 2005,  (ISBN 978-3-89646-070-7). 
  - Schwanfeldstudien zur Ältesten Bandkeramik (= Universitätsforschungen zur Prähistorischen Archäologie. vol. 196). Habelt, Bonn 2011,  (ISBN 978-3-7749-3683-6).
  - Untersuchungen zu den bandkeramischen Siedlungen Bruchenbrücken, Stadt Friedberg (Hessen), und Altdorf-Aich, Ldkr. Landshut (Bayern) (= Universitätsforschungen zur Prähistorischen Archäologie. vol. 203). Habelt, Bonn 2011,  (ISBN 978-3-7749-3713-0).

## Affiliations académiques
- 1971 Membre correspondant de l'Institut archéologique allemand
- 1972–2001 Membre de la Commission d'Histoire romaine de l'Institut archéologique allemand
- 1979 Membre titulaire de l'Institut archéologique allemand
- 1987–2016 Membre du conseil scientifique de l'Institut Frobenius de l'université de Francfort-sur-le-Main, Président  depuis 1997
- 1988 Membre du conseil scientifique de l'université de Francfort-sur-le-Main
- 1990–1993 Président de la Commission des Recherches Archéologiques de Hesse
- 1990–2014 Président du conseil scientifique de la Fondation pour l'Archéologie du bassin houiller rhénan de Cologne
- 1996–2008 Membre du conseil d'administration du Musée romain-germanique de Mayence, Président depuis 2002
- 2005 cofondateur de l'Association du Musée de la céramique rubanée[11]